# Слэн
«Слэн» (также «Слан») (англ. Slan) — научно-фантастический роман канадского писателя Альфреда ван Вогта. Роман сначала выходил частями в журнале Analog Science Fiction and Fact (сентябрь — декабрь 1940 года). В 1946 году был опубликован целиком в твёрдом переплёте издательством Arkham House тиражом 4051 экземпляр.
В 2016 году «Слэн» был награждён премией «Ретро-Хьюго» за лучший роман за 1941 год. Переведён на русский язык.
Примерно 20 лет среди его фанатов был популярен лозунг «фэны — это слэны» (Fans Are Slans).

## Сюжет
Слэны — это эволюционировавшие люди, названные так в честь их якобы создателя, Сэмюэля Ленна (Ланна, англ. Samuel Lann). Они обладают ментальными способностями читать мысли и чрезвычайно умны. Также имеют почти безграничную выносливость, стальные нервы, отличную силу и скорость. Когда слэны больны или серьёзно ранены, они отправляются в лечебный транс.
Существует два вида слэнов. Один тип имеет усы и может читать мысли обычных людей и телепатически общаться с другими слэнами. Усики имеют золотистый цвет, позволяющий легко заметить слэна. На этих слэнов охотятся люди, доведя их популяцию почти до полного исчезновения. Другой тип слэнов — без усов, также высокоинтеллектуальный, но без экстрасенсорных способностей, за исключением способности скрывать свои мысли от первого типа слэнов. Человеческий диктатор Кейр Грей (англ. Kier Gray) ведёт кампанию по уничтожению слэнов.
В начале романа 9-летний Джомми Кросс (англ. Jommy Cross), телепатический слэн первого типа, путешествует со своей матерью в столицу, Центрополис. Их обнаруживают, мать Джомми убивают, а Джомми удаётся убежать. Джомми Кросс не только наследник блестящих изобретений своего отца, но и представляет последнюю надежду для расы слэнов спастись от геноцида. Выполняя свою миссию, он стремится уничтожить Кейра Грея.

## Отзывы
Грофф Конклин, рецензируя издание 1951 года, описал «Слэн» как «немного раздутую, значительно мелодраматическую, но всё-таки действительно увлекательную приключенческую историю». Питер Шуйлер Миллер назвал «Слэн» «первым и известнейшим романом Ван Вогта, пожалуй, его лучшим романом». В аннотации к изданию романа в издательстве Orb 1998 года Чарльз де Линт отметил следующее: «Спустя более пятидесяти лет после того, как он впервые был напечатан, „Слэн“ Ван Вогта всё ещё является одним из важнейших классических романов в этой области, … другие научно-фантастические романы неизбежно будут оцениваться [по его образцу]».

## «Навстречу Терри»
Под влиянием «Слэна» была создана манга и аниме-сериал «Достичь Терры». В обоих сюжетах изображён герой по имени Джомми/Джоми, обнаруживающий, что принадлежит к расе телепатических мутантов, преследуемых людьми без телепатических способностей.

## Сиквел 2007 года
Американский фантаст Кевин Дж. Андерсон написал продолжение «Слэна» под названием «Охотник за слэнами», содержавший материал из незавершённого черновика Ван Вогта. Вдова Ван Вогта Лидия Ван Вогт ранее предоставляла разрешение на публикацию черновика в сети Интернет.